# Hydnocarpus beccariana
Hydnocarpus beccariana är en tvåhjärtbladig växtart som beskrevs av Herman Otto Sleumer. Hydnocarpus beccariana ingår i släktet Hydnocarpus och familjen Achariaceae. Inga underarter finns listade i Catalogue of Life.